# パウリウカの戦い
パウリウカの戦いは、2022年ロシアのウクライナ侵攻におけるロシア軍とウクライナ軍の軍事交戦である。ドネツィク州ヴォルノヴァーハ地区パウリウカはザポリージャ州でのロシアの攻勢が停滞した後の数か月間、活発な最前線となっていた。2022年10月29日朝、ロシア軍は同村に対して大規模攻勢を開始し、伝えられるところでは11月14日にロシア軍によって制圧された。

## 背景
パウリウカはドネツィク州中南部の重要な鉄道拠点であるヴフレダールのすぐ南に位置している。2022年ロシアのウクライナ侵攻の序盤、ロシア軍はヴォルノヴァーハを占領し（ヴォルノヴァーハの戦い）、ヴォルノヴァーハとマリウポリの間の広大な地域を強襲、北上し、パウリウカに到達することを可能にした。ウクライナ軍はヴフレダールに撤退し、戦線はそれ以降停滞した。
6月21日、ウクライナ軍は局所的な反撃を開始し、最小限の犠牲でパウリウカを奪還した。それ以来、ロシア軍は村の南郊外に侵入してはいたが、激しい戦闘は10月下旬まで起きなかった。反撃を指揮した上級中尉のアンドリー・ミヘイチェンコは、ロシア軍はその後数日で失われた陣地を取り戻そうと試みたが、最終的に撃退されたと主張した。

## 戦闘経過
10月28日夜から29日にかけて、ロシア軍はヴフレダール南の小村パウリウカに大規模な攻勢を仕掛けた。攻勢中に街の南東部はロシア軍に占領され、村全域がウクライナ軍とロシア軍の交戦地域となった。親ロシア派の情報筋は、ロシアの村の支配地域は半分と主張する者もいれば村全域と主張する者もいるなど多岐に渡っていたが、当時これらの主張はいずれも独自に検証できなかった。戦闘は11月1日に激化し、ウクライナ軍はカシュラハチ川付近のパウリウカ北部を防衛した。
11月3日、ロシア海軍第155親衛独立海軍歩兵旅団はパウリウカに向けて攻勢を開始し、多くの犠牲者を出した。旅団司令官は、同旅団の人員の10分の1超の300人が過去4日間で死傷したとして沿海地方知事に助けを求める動画を投稿した。11月14日までに、ロシア軍はパウリウカを制圧したと伝えられている。一部のロシア反体制派は、第115旅団のロシアの軍人120人のうちパウリウカの戦いを生き延びたのは19人と主張した。

## 分析
11月27日、イギリス国防省は、ロシアとウクライナの双方がこの防衛区域にかなりの部隊を派遣しており、ロシアの海軍歩兵は大きな犠牲を出していると主張した。同省は、ドネツィク州に残るウクライナ支配地域を占領するための将来の大規模北上の出発点としてのポテンシャルがこの地域にあるとロシアは評価している可能性があるため、同地域は依然として激しい争奪戦となっていると主張した。しかしながら、同省はロシアが作戦上の躍進を達成するのに十分な質の高い部隊を集中させることができる可能性は低いと考えている。